# 泰穆·塞兰内

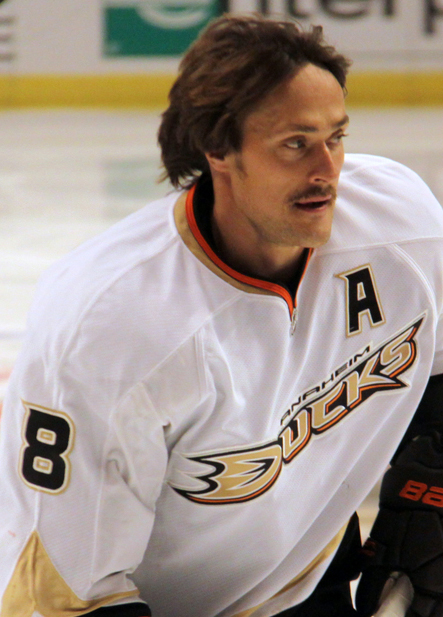
塞兰内于2010年

泰穆·伊尔马里·塞兰内（芬蘭語：Teemu Ilmari Selänne；1970年7月3日—），芬兰前职业冰球前锋球员。他早在1989-90赛季时加盟赫尔辛基小丑冰球队参加芬兰冰球联赛，后来他参加了国家冰球联盟（NHL）的21个赛季。塞兰内时在NHL历史上进球最多的芬兰球员，也是NHL历史上进球最多的球员之一。他在2014年退役时以684个进球排名史上进球最多的第11位，及以1457分排名第15位。他在2015年从安纳海姆鸭球队退役后，球队为他保留了8号球衣。2017年塞兰内被被评为“100位最优秀NHL球员”之一。2017年6月26日塞兰内作为亚里·库里之后的第二位芬兰人入选冰球名人堂。